# ويليام يونت
ويليام يونت (بالإنجليزية: William Yount)‏ هو منافس ألعاب قوى أمريكي، ولد في 7 يونيو 1899، وتوفي في 23 أغسطس 1972.

## وصلات خارجية
- ويليام يونت على موقع أوليمبيديا (الإنجليزية)